# (13504) 1988 RV12
(13504) 1988 RV12 est un objet de la ceinture principale extérieure découvert en 1988.

## Description
(13504) 1988 RV12 a été découvert le 14 septembre 1988 à l'observatoire interaméricain du Cerro Tololo, un observatoire astronomique professionnel situé dans le désert d'Atacama, au Nord du Chili, par Schelte J. Bus.

### Caractéristiques orbitales
L'orbite de cet astéroïde est caractérisée par un demi-grand axe de 3,98 UA, un périhélie de 3,31 UA, une excentricité de 0,17 et une inclinaison de 16,26° par rapport à l'écliptique. Du fait de ces caractéristiques, à savoir un demi-grand axe entre 3,2 et 4,6 UA, il est classé, selon la JPL Small-Body Database, comme objet de la ceinture principale extérieure.

### Caractéristiques physiques
(13504) 1988 RV12 a une magnitude absolue (H) de 11,9 et un albédo estimé à 0,220.